# Collectivisme bureaucratique
Le collectivisme bureaucratique est une théorie des classes sociales. Cette théorie est employée par certains marxistes pour décrire la nature de l'Union soviétique sous Joseph Staline. Elle postule que « les contradictions du capitalisme ne débouchent pas sur le socialisme mais sur un nouveau système d’exploitation historiquement stable dont la Russie stalinienne constituait déjà le modèle achevé ». Initiée par Bruno Rizzi, elle s'oppose à la théorie de l'« État ouvrier dégénéré » défendue par Trotski et elle est ensuite reprise avec quelques variantes par d'autres auteurs dont James Burnham.

## Théorie
Un État collectiviste bureaucratique détient les moyens de production, tandis que le surplus est distribué parmi une élite bureaucratique du parti (Nomenklatura), plutôt que parmi la classe ouvrière. Aussi, plus crucialement, c'est la bureaucratie — pas les ouvriers ou le peuple en général — qui contrôle l'économie et l'État. Ainsi, le système n'est plus réellement capitaliste, mais pas socialiste non plus,. Dans la théorie trotskiste, c'est une nouvelle forme de classe sociale qui exploite les ouvriers à travers de nouveaux mécanismes. Les théoriciens, tels Yvan Craipeau, qui soutiennent ce point de vue croient que le collectivisme bureaucratique ne représente pas un progrès sur le capitalisme — ce n'est pas plus proche d'un état socialiste que ne le serait un état capitaliste — et est beaucoup moins efficace. Certains pensent même que certaines sortes de capitalisme, comme la social-démocratie, sont plus progressistes qu'une société collectiviste bureaucratique.

## Historique
« Collectivisme bureaucratique » fut d'abord employé en tant que terme pour décrire une théorie provenant de l'Angleterre, peu avant la Première Guerre mondiale, à propos d'une possible future organisation sociale. Après la guerre, la Révolution russe et la montée en puissance de Joseph Staline en Union Soviétique, Bruno Rizzi publie en 1939 La Bureaucratisation du monde. Sa thèse est reprise, de façon plus ou moins fidèle, par divers auteurs, dont James Burnham et Lucien Laurat[réf. nécessaire] qui critiquent la nature de l'État soviétique.
La théorie du collectivisme bureaucratique a fait l'objet de différentes critiques,.